# Schemat serii
Schemat serii – tablica zmiennych losowych postaci {\displaystyle (X_{n,k_{n}}),} gdzie {\displaystyle k_{n}\to \infty ,} {\displaystyle n=1,2,\dots } Zmienne {\displaystyle X_{n,1},X_{n,2},\dots ,X_{n,k_{n}}} są niezależne i zdefiniowane na tej samej przestrzeni probabilistycznej.